# Frankfurter Tor (metrostation)
Frankfurter Tor is een station van de metro van Berlijn, gelegen in het stadsdeel Friedrichshain. Het metrostation werd op 21 december 1930 geopend als deel van de nieuwe lijn E, de huidige U5. Bij zijn opening heette het station Petersburger Straße, maar het onderging in de loop der jaren het recordaantal van zes naamswijzigingen; de laatste vond plaats in 1998. De huidige naam van het station (Frankfurtpoort) verwijst niet naar een stadspoort (deze Frankfurter Tor bevond zich westelijker, nabij metrostation Weberwiese), maar naar de torens van de gebouwen aan het bovenliggende plein, die aan een poort doen denken. Het plein zelf, waar de drukke Karl-Marx-Allee, Frankfurter Allee, Petersburger Straße en Warschauer Straße samenkomen, draagt daarom sinds 1957 de naam Frankfurter Tor. Tijdens de deling van de stad lag station Frankfurter Tor in Oost-Berlijn.

## Geschiedenis
Station Petersburger Straße kreeg zoals alle stations op lijn E een standaardontwerp van de hand van Alfred Grenander, indertijd huisarchitect van de Berlijnse metro. Om de sterk op elkaar gelijkende stations van elkaar te onderscheiden maakte Grenander gebruik van de zogenaamde kenkleur, die toegepast werd op vaste elementen als de wandbetegeling en de stalen steunpilaren. De toewijzing van de kenkleur volgde een zich herhalend patroon: roze, lichtgrijs, geel, blauwgroen, lichtgroen. Station Petersburger Straße werd uitgevoerd in blauwgroene tinten. Aan beide uiteinden van het eilandperron bevindt zich een tussenverdieping met uitgangen die leiden naar alle vier de hoeken van het plein. Het perron is overigens breder dan gebruikelijk (onder andere te zien aan de dubbele rij pilaren), omdat men bij de bouw van het station al rekening hield met een verlenging van de huidige lijn U1 van station Warschauer Straße naar de Frankfurter Allee. Om dezelfde reden kreeg het station een lager dak dan de meeste andere stations op het oudste deel van de U5. De verlenging van de U1 is echter nog altijd niet gerealiseerd.
Tijdens de Tweede Wereldoorlog werd station Petersburger Straße al vroeg getroffen; op 21 december 1940 veroorzaakte een vliegtuigbom ernstige schade, waarna het station gesloten moest worden. Bij een luchtaanval op 3 februari 1945 werd het metrostation opnieuw geraakt en werd een deel van het dak verwoest. Een paar maanden later lag het metroverkeer in de gehele stad stil. De situatie verergerde nog in mei 1945, toen de Noord-zuidtunnel van de S-Bahn ter hoogte van het Landwehrkanaal werd opgeblazen en onder water kwam te staan. Via een voetgangerstunnel in station Friedrichstraße bereikte het water ook het metronetwerk. Bijna een miljoen kubieke meter water verspreidde zich vervolgens door de tunnels en het traject Alexanderplatz - Frankfurter Allee van lijn E overstroomde volledig. Na het einde van de oorlog begon men met het leegpompen van de tunnels, zodat er op 16 juni 1945 weer pendeltreinen over lijn E konden gaan rijden. Een week later was de lijn weer volwaardig in dienst.
In juni 1946 werd de Petersburger Straße ter ere van de verongelukte Sovjet-Russische stadscommandant Nikolaj Berzarin hernoemd tot Bersarinstraße. Ook het metrostation ging deze naam dragen. In 1957 kreeg het verkeersplein boven het metrostation de naam Frankfurter Tor. In januari 1958 veranderde men de stationsnaam daarom in Bersarinstraße (Frankfurter Tor), maar in juni van hetzelfde jaar ging het metrostation kortweg Frankfurter Tor heten. In de DDR-tijd veranderde niet alleen de naam, maar ook het uiterlijk van het station: de oorspronkelijke turquoise wandbetegeling werd vervangen door verticaal geplaatste lichtblauwe tegels.
Na de Duitse Hereniging werden meerdere metrostations in het voormalige oostelijke deel van de stad hernoemd, met name stations die de naam van communistische politici droegen. Station Frankfurter Tor kreeg in oktober 1994 de nieuwe naam Rathaus Friedrichshain, naar het nabijgelegen stadsdeelraadhuis. Als reden voor de naamswijziging noemde men de mogelijke verwarring met het station Frankfurter Allee, eveneens gelegen aan de U5. Nadat het bestuur van Friedrichshain naar een ander gebouw verhuisde, volgde in september 1996 een hernoeming tot Petersburger Straße, de oorspronkelijke naam van het metrostation. Eigenlijk had men het station drie maanden eerder Frankfurter Tor willen noemen, en deze naam was ook op kaarten verschenen. Op het laatste moment werd echter anders besloten, hetgeen tot een verwarrende situatie leidde. Twee jaar later, in mei 1998, kwam het er alsnog van en kreeg station Frankfurter Tor zijn naam van voor de Wende terug.
Tussen 2003 en 2004 stak men de oudste stations van de U5 in een nieuw jasje. De wandbetegeling moest wijken voor een vandalismebestendige bekleding van geëmailleerde metaalplaten, waarbij werd teruggegrepen op het principe van de kenkleur. Station Frankfurter Tor kreeg eind 2003 lichtblauwe wanden, met een brede donkerblauwe band waarin de stationsnaam geschreven is, en donkerblauwe pilaren. Daarnaast werd de verlichting verbeterd, werd er een nieuwe vloer gelegd en kwam er nieuw perronmeubilair. In de gangen op de tussenverdieping werden historische foto's van de Stalinallee (nu Karl-Marx-Allee en Frankfurter Allee) opgehangen.
In het voorjaar van 2007 ging het station wederom op de schop, ditmaal om liften in te bouwen en een nieuwe uitgang te creëren. De werkzaamheden werden in oktober 2008 beëindigd. Sindsdien bestaat er een rechtstreekse verbinding tussen het metrostation en de tramhalte op de middenberm van de Warschauer Straße. Andere uitgangen bevinden zich op elk van de vier hoeken van het plein.